# Castlevania II: Simon's Quest
Castlevania II: Simon's Quest  é um jogo de ação-aventura desenvolvido e lançado pela Konami. É o segundo jogo original da série Castlevania, sendo a sequência de Castlevania (1986) para NES.
Situado sete anos após os eventos do jogo original, o jogador novamente assume o papel do caçador de vampiros Simon Belmont, em uma jornada para desfazer a maldição que Dracula colocou nele durante sua última batalha. O corpo de Dracula se dividiu em cinco partes, que Simon precisa encontrar e trazer até as ruínas do castelo para derrotá-lo.
Simon's Quest recebeu críticas positivas após lançamento, foi reconhecido por se distanciar dos padrões em favor de uma jogabilidade não linear, eventualmente influenciando na criação do subgênero metroidvania e facilitando a apresentação da ideia do aclamado título Castlevania: Symphony of the Night à Konami.

## Enredo

### Época
O jogo se passa no universo fictício da série Castlevania, onde os caçadores de vampiros do clã Belmont travam um conflito sem fim contra o vampiro imortal Dracula. A história de Simon's Quest se passa cronologicamente após a de Castlevania (1986), onde o Dracula foi derrotado e deixou uma maldição sobre o protagonista Simon Belmont em seu último encontro. Com o chicote do clã Belmont, o Vampire Killer, Simon viaja pelo campo rural da Transilvânia para desfazer a maldição.

### História
No último encontro entre Dracula e Simon Belmont, Simon saiu vitorioso, mas Dracula o amaldiçoou antes de morrer. Uma aparição que surge no cemitério dos Belmonts diz a ele que a única maneira de acabar com a maldição seria encontrando os restos mortais do vampiro e os queimando dentro das ruínas de seu castelo. Simon consegue reunir os restos, e os queima na câmara de rituais do castelo em ruínas, mas Dracula ressuscita através de um sexto resto desconhecido por Simon. Mesmo assim, ele é derrotado e a maldição é quebrada.

## Jogabilidade
A jogabilidade difere do padrão do gênero plataforma do primeiro Castlevania, sendo inspirado por Maze of Galious. Semelhante à jogabilidade não linear de Metroid, apresentou elementos de RPG, como um mapa no qual o jogador é livre para explorar e revisitar. Simon pode falar com aldeões que oferecem dicas ou mentiras. Comerciantes vendem itens, quem podem ser usados para lutar contra inimigos ou para possibilitar a exploração de áreas anteriormente inalcançáveis. Para pagar, Simon deve coletar corações que caem dos inimigos derrotados. Além dos itens normais do inventário de Simon, ele também pode comprar novos chicotes em alguns locais.
Simon's Quest introduziu um sistema de pontos de experiência, também encontrado em jogos de RPG, que aumentam conforme o jogador coleta corações. Ao juntar experiência suficiente, Simon sobe de nível e seus pontos de vida máximos aumentam. O tempo no jogo é um ciclo entre dias e noites, o que trás efeitos ao jogo e às batalhas. Durante o dia, os inimigos fora dos vilarejos são mais fracos, e à noite eles ganham força e causam mais dano, deixando cair mais corações. Os aldeões e comerciantes não conversam durante a noite, e são substituídos por zumbis.
Alguns elementos do jogo anterior foram mantidos, incluindo as armas mágicas, secundárias ao chicote Vampire Killer. Como muitos outros jogos da série, algumas armas requerem o uso dos corações coletados, como a "Água Benta", que desintegra paredes escondendo itens secretos. Alguns itens mágicos fazem sua primeira aparição em Simon's Quest, como o "Diamante", que ataca inimigos enquanto ricocheteando nas paredes mais próximas.
O objetivo do jogo é viajar para as cinco mansões e encontrar cinco partes do corpo de Dracula, além da Magic Cross. As partes do corpo podem ser utilizadas para ajudar Simon. Por exemplo, a costela de Dracula pode ser usada como escudo para se defender contra projéteis. Encontrar todos os itens permite que Simon abra uma passagem para o castelo de Dracula e para a última batalha. Depois que o jogador derrota Dracula, há três possíveis finais que dependem do tempo gasto para finalizar o jogo, com o melhor final sendo alcançado quando o jogador termina o jogo em até oito dias.

## Desenvolvimento
Simon's Quest foi projetado e dirigido por Hitoshi Akamatsu, que também foi o diretor de Castlevania e Castlevania III: Dracula's Curse para o NES. Foi lançado no Japão para Famicom Disk System em 28 de agosto de 1987. Originalmente intitulado Dracula II no Japão, Akamatsu escolheu o título Simon's Quest para o lançamento no ocidente. Quando questionado se Metroid influenciou o desenvolvimento do jogo, Akamatsu afirmou que a influência foi Maze of Galious, outro jogo de aventura e plataforma da Konami com quebra-cabeças.
O jogo foi eventualmente convertido para o NES e lançado na América do Norte em 1 de dezembro de 1988, e na europa em 27 de abril de 1990. Há diferenças funcionais devido aos diferentes hardwares usados. A versão do Famicom possuía funcionalidade de salvar o jogo, comum entre os jogos do Famicom, enquanto o NES usou um sistema de senhas para retornar a pontos específicos do jogo. Com o espaço extra fornecido pelo uso de cartuchos, os desenvolvedores da versão do NES usaram o espaço para melhorar a qualidade da música, adicionando percussão e rearranjo de melodias. Outras mudanças foram feitas para corrigir vários erros gramaticais, de escrita, e de tradução, apesar de alguns erros serem mantidos, como o nome do protagonista aparecer como "Simmon Belmont" nas cenas finais do jogo. A maior parte da arte de Simon's Quest e alguns dos primeiros Castlevanias foram perdidas durante o Sismo de Kobe em 1995.
Em 16 de novembro de 2002, Simon's Quest foi relançado como parte da Castlevania and Contra: Konami Collector's Series na América do Norte, um porte para PC de jogos originais da Konami. O jogo também foi lançado para o Virtual Console, tornando-se disponível para outras plataformas, como o Nintendo Wii. Simon's Quest é exclusivo para a versão norte americana e europeia da NES Classic Edition, uma réplica em miniatura do NES contendo vários jogos. Também faz parte da Castlevania Anniversary Collection, uma compilação de vários jogos da série.

### Trilha sonora
A trilha sonora foi composta por Kenichi Matsubara, que posteriormente também compôs para o Haunted Castle. Bloody Tears se tornou uma música recorrente na franquia. Alguns críticos elogiaram as composições de Matsubara.
O álbum Akumajō Dracula Famicom Best foi lançado em 20 de março de 1990, e foi posteriormente republicado como Akumajō Dracula Best Vol. 1 em 23 de setembro de 1998, incluindo as músicas na versão do Famicom, com três trilhas bônus da versão do NES. O disco incluiu o áudio de Castlevania e Castlevania III: Dracula's Curse, cobrindo 33 trilhas. Uma versão em vinil com ambas as trilhas do Famicom e NES foi lançada em 11 de janeiro de 2017.

## Recepção
Em geral, o jogo recebeu críticas positivas após seu lançamento, e com o passar do tempo passou a ser considerado um clássico da Nintendo. A revista japonesa Famitsu o avaliou com 28/40.
Em 1990, uma retrospectiva da Nintendo Power o avaliou com 4.5/5 para "gráficos e som", 4/5 para "controles", 4/5 para "desafio", e 4/5 para "diversão temática". Em 1997, uma retrospectiva da GamePro afirmou que ele era "um excelente passatempo, e bem mais longo do que o primeiro Castlevania".
Em 2007, a IGN o chamou de "um jogo perfeito para jogar em 1989", e o elogiou pelo tema de exploração, reconhecendo a evolução da série, e enalteceu a apresentação áudio/visual. Em 2008, a Nintendo Power o considerou como o 15ª melhor jogo do NES, comparando-o com Zelda II: The Adventure of Link em termos de conseguir adicionar elementos de RPG à série com sucesso.
Críticas negativas à Simon's Quest incluem backtracking, chefes fáceis, e o ciclo dia/noite, além de erros graves de tradução para a versão em inglês que tornavam as dicas dos NPCs muito confusas ou enigmáticas. Um ex-produtor de Castlevania, Koji Igarashi, revelou que todos os NPCs da versão japonesa eram deliberadamente mentirosos. A GameSpot afirmou que dicas sutis da versão japonesa foram perdidas durante a tradução. Active Gaming Media mostrou que os textos em japonês também eram enganosos, mas descreveu onde e como dicas úteis foram perdidas na tradução. Outro ponto criticado foram alguns dos quebra-cabeças do jogo, que não possuíam dica alguma. A 1UP.com afirmou que o jogo praticamente exigia o uso de walkthrough por causa da sua falta de explicações. A GameInformer disse que, apesar do jogo ser historicamente importante, foi polarizador devido aos "quebra-cabeças enigmáticos" e outros elementos complicados.
O jogo foi a primeira análise de James Rolfe para o seu canal Angry Video Game Nerd, descrevendo quão transtornado um jogador obsessivo pode se sentir com jogos antigos.

### Legado
Simon's Quest é o segundo jogo da série Castlevania a se distanciar da jogabilidade linear, após o Vampire Killer do MSX2 em 1996, focando em um mundo explorável com construção não linear. Este design causou comparações com a série Metroid, culminando na criação do sub-gênero metroidvania. O sistema de exploração do jogo introduziu novos elementos de aventura à série pela segunda vez, e viria a influenciar jogos futuros. O primeiro jogo a se inspirar nele foi Castlevania: Symphony of the Night, com Koji Igarashi, assistente de direção, afirmando que a reação crítica ao Simon's Quest e sua jogabilidade facilitou a apresentação da ideia do Symphony of the Night para a Konami. A história de Simon's Quest também foi diretamente referenciada na série em jogos posteriores. Por exemplo, em Castlevania: Harmony of Dissonance, do Game Boy Advance, o protagonista Juste Belmont menciona como seu avô, Simon, teve que buscar as partes do corpo de Dracula, algo que o jogador também precisa fazer neste título.

## Outras mídias
Após seu lançacmento, Simon's Quest foi brevemente foco de controvérsias quando recebeu forte publicidade através da segunda edição da Nintendo Power. Sua capa apresentava um modelo vestido como Simon Belmont, segurando a cabeça decepada de Dracula. Essa capa provocou muitas reclamações de pais de crianças que compraram a revista, afirmando que seus filhos estavam tendo pesadelos.
Várias mercadorias baseadas no título também foram lançadas. Em 1988, Tiger Electronics lançou um jogo para dispositivos móveis e um relógio de pulso baseado em Simon's Quest. Cartas promocionais para colecionadores também foram vendidas exclusivamente no Japão. Em 2007, uma estatueta de Simon Belmont foi incluída como bônus de pre-order doCastlevania: The Dracula X Chronicles. Em 1990, a Worlds of Power, série de livros com histórias baseadas em jogos da Nintendo, também lançou um romance sobre Simon's Quest, escrito por Christopher Howell, a história se distanciou do enredo original e introduziu personagens não vistos no jogo.